# 若山正人
若山 正人（わかやま まさと、1955年11月 - ）は、日本の数学者・教育者。ZEN大学学長・知能情報社会学部教授、九州大学名誉教授。
福山大学専任講師、鳥取大学助教授、九州大学教授、九州大学大学院数理学研究院研究院長、九州大学副学長、国立大学法人九州大学理事、九州大学稲盛フロンティア研究センターセンター長、東京理科大学理学部教授などを歴任した。

## 主な略歴
- 1978年（昭和53年）3月 東京理科大学理学部数学科卒業
- 1982年（昭和57年）3月 広島大学大学院理学研究科数学専攻修士課程修了
- 1985年（昭和60年）3月 広島大学大学院理学研究科数学専攻博士課程修了（理学博士）
- 1986年（昭和61年）9月 福山大学専任講師
- 1989年（平成元年）4月 鳥取大学助教授
- 1993年（平成5年）3月 ボローニャ大学客員教授（ - 1993年（平成5年）4月、2000年（平成12年）3月 - 5月、2006年（平成18年）4月 - 5月）
- 1994年（平成6年）4月 九州大学助教授
- 1995年（平成7年）9月 プリンストン大学数学教室客員研究員（ - 1996年（平成8年）8月）
- 1997年（平成9年）9月 九州大学教授
- 2002年（平成14年）10月 九州大学総長補佐（ - 2003年（平成15年）9月）
- 2005年（平成17年）4月 九州大学理学部数学科長・大学院数理学府専攻長（ - 2006年（平成18年）3月）
- 2006年（平成18年）7月 九州大学大学院数理学研究院長（ - 2010年（平成22年）7月）
- 2009年（平成21年）5月 九州大学主幹教授
- 2010年（平成22年）4月 九州大学産業技術数理研究センター長（ - 2011年（平成23年）3月）
- 2010年（平成22年）10月
  - 九州大学高等教育開発推進センター長（ - 2011年（平成23年）9月）
  - 九州大学副学長（ - 2014年（平成26年）9月）
- 2011年（平成23年）4月 九州大学マス・フォア・インダストリ研究所所長（ - 2014年（平成26年）9月）
- 2011年（平成23年）10月 九州大学基幹教育院院長代理（ - 2014年（平成26年）9月）
- 2014年（平成26年）10月
  - 九州大学稲盛フロンティア研究センターセンター長
  - 九州大学理事・副学長
- 2020年（令和2年）1月 九州大学名誉教授、東京理科大学理学部第一部数学科教授

## 主な受賞
- 2007年 ナイスステップな研究者2007（文部科学省）

## 著書
- 『ゼータの世界(共著)』日本評論社、1999年。
- 『エンカルタ電子大百科辞典, 数学部門(執筆・監修)』マイクロソフト社。
- 『絶対カシミール元（共著）』岩波書店、2002年。
- 『数学の最先端 21世紀への挑戦 第2巻, どこでも熱核, J. Jorgensen and S. Lang著（分担訳）』シュプリンガ－東京、2002年。
- 『オイラー入門, William Dunham 著(共訳)』シュプリンガ－東京、2004年。
- 『技術に生きる現代数学(編著)』岩波書店、2008年。
- 『現代技術への数学入門（6巻）（編著）』講談社 、2008年。
- 『可視化の技術と現代幾何学(編集)』岩波書店 、2010年。